# Sidi Naamane
Sidi Naamane (em árabe: سيدي النعمان) é uma comuna localizada na província de Médéa, Argélia. De acordo com o censo de 2008, a população total da cidade era de 17 803 habitantes.